# Primăria Municipiului Suceava
Primăria Municipiului Suceava este structura funcțională cu activitate permanentă care aduce la îndeplinire hotărârile consiliului local și dispozițiile primarului, soluționând problemele curente ale colectivității locale din Suceava. În fruntea conducerii instituției se află primarul municipiului Suceava. Primăria funcționează într-o clădire construită la sfârșitul secolului al XX-lea, pe bulevardul 1 Mai nr. 5A, în cartierul Areni.

## Sediul actual al primăriei
Primăria Municipiului Suceava își desfășoară activitatea într-o clădire ridicată în perioada 1995–1996 de firma Cominco Frasin, după un proiect al arhitectului Florin Duduță. Clădirea, cu un regim de înălțime format din subsol, parter și cinci etaje, se află în cartierul Areni, lângă intersecția bulevardului 1 Mai cu strada Universității, în imediata vecinătate a Stadionului Areni, a Parcului Universității și a Parcului Vladimir Florea. Spre deosebire de majoritatea orașelor din România, sediul administrației publice locale din Suceava se găsește într-o clădire care nu este situată în centrul localității.
Edificiul actual al primăriei a fost construit inițial pentru a îndeplini rolul de sediu al sucursalei Băncii Agricole, care funcționa în aceeași clădire cu sucursala locală a Băncii Naționale a României, pe strada Ana Ipătescu nr. 1. În anul 2001 Banca Agricolă este preluată de Raiffeisen Bank România, subsidiară a Raiffeisen Zentralbank, grup bancar din Austria ce operează în Europa Centrală și de Est, iar Filiala Suceava a Raiffeisen Bank continuă activitatea Băncii Agricole folosind același sediu.
În 2002, Primăria Suceava definitivează tratativele cu conducerea centrală a Raiffeisen Bank pentru achiziționarea spațiilor aflate la parterul și primul etaj al sediului filialei din Suceava, în vederea mutării propriului sediu. Valoarea tranzacției este de 20 de miliarde de lei, asta însemnând 625.000 de dolari (la cursul mediu leu-dolar din 2002). Ulterior, proprietarul celorlalte trei niveluri, respectiv Consiliul Județean Suceava, le dă și pe acestea în folosința gratuită a municipalității. Necesitatea unui nou sediu pentru primărie a apărut după ce vechile spații din Palatul de Justiție au fost revendicate și câștigate de Ministerul Justiției.
În 2010, Primăria Suceava și Consiliul Județean demarează procedurile pentru un schimb de imobile pe care, la acea dată, fiecare instituție le avea în folosință gratuită de la cealaltă: etajele al treilea, al patrulea și al cincilea din sediul primăriei, care aparțineau Consiliului Județean, contra clădirilor de la fosta Casă Județeană de Pensii, de pe strada Avram Iancu, ce aparțineau municipalității. Cele trei niveluri din sediul primăriei ce erau proprietatea Consiliului Județean fuseseră date în folosință gratuită administrației locale în anul 2003 pe o perioadă de 15 ani.

Bustul lui Franz Des Loges, amplasat lângă sediul primăriei

Clădirea primăriei trece printr-un amplu proces de renovare și modernizare în perioada 2018–2020, în urma aprobării unui proiect în valoare de 1,6 milioane de euro, ce presupune, între altele, înlocuirea vechii tâmplării, izolarea pereților exteriori și placarea cu casete metalice. Ulterior, la data de 27 noiembrie 2021, este dezvelit un bust al lui Franz Ritter von Des Loges (1846–1914), cel care a fost primar al Sucevei timp de 23 de ani. Monumentul este amplasat în scuarul de lângă primărie, fiind opera sculptorului Virgil Scripcariu. Este realizat din bronz și se află pe un soclu din beton pe care este aplicată inscripția: „Franz Ritter von Des Loges – Primar al Sucevei între 1891–1914”.

### Sediul din Burdujeni
La data de 16 mai 2008 este inaugurat sediul din cartierul Burdujeni al primăriei. Acesta se află în clădirea fostului Cinematograf „Burdujeni”, imobil preluat de administrația publică locală a orașului de la Regia Autonomă a Distribuției și Exploatării Filmelor (RADEF). Sediul din Burdujeni deservește cei peste 30.000 de locuitori ai celui mai mare cartier sucevean. Este localizat pe strada 22 Decembrie nr. 8, în zona Cuza Vodă III. În clădire funcționează un compartiment de urbanism, altul de asociații de proprietari, unul de fond funciar, un compartiment de spațiu locativ, unul de impozite și taxe locale, un compartiment de Poliție Comunitară și unul de Apărare Civilă, un cabinet medical și o stație de ambulanță.

### Sediul din Ițcani
Pe parcursul anului 2010, Primăria Municipiului Suceava organizează un sediu în cartierul Ițcani, în clădirea fostului Cinematograf „Arta”, preluat de administrația locală de la RADEF, împreună cu clădirea Cinematografului „Modern” din centrul orașului, în conformitate cu Ordonanța Guvernului nr. 7/2008. Clădirea fostului cinematograf din Ițcani se află pe strada Gheorghe Doja nr. 5, în apropiere de pasajul rutier. Ea a fost modernizată de către Primăria Suceava, devenind centru multifuncțional și dispunând în continuare de o sală de film.

## Foste sedii ale primăriei

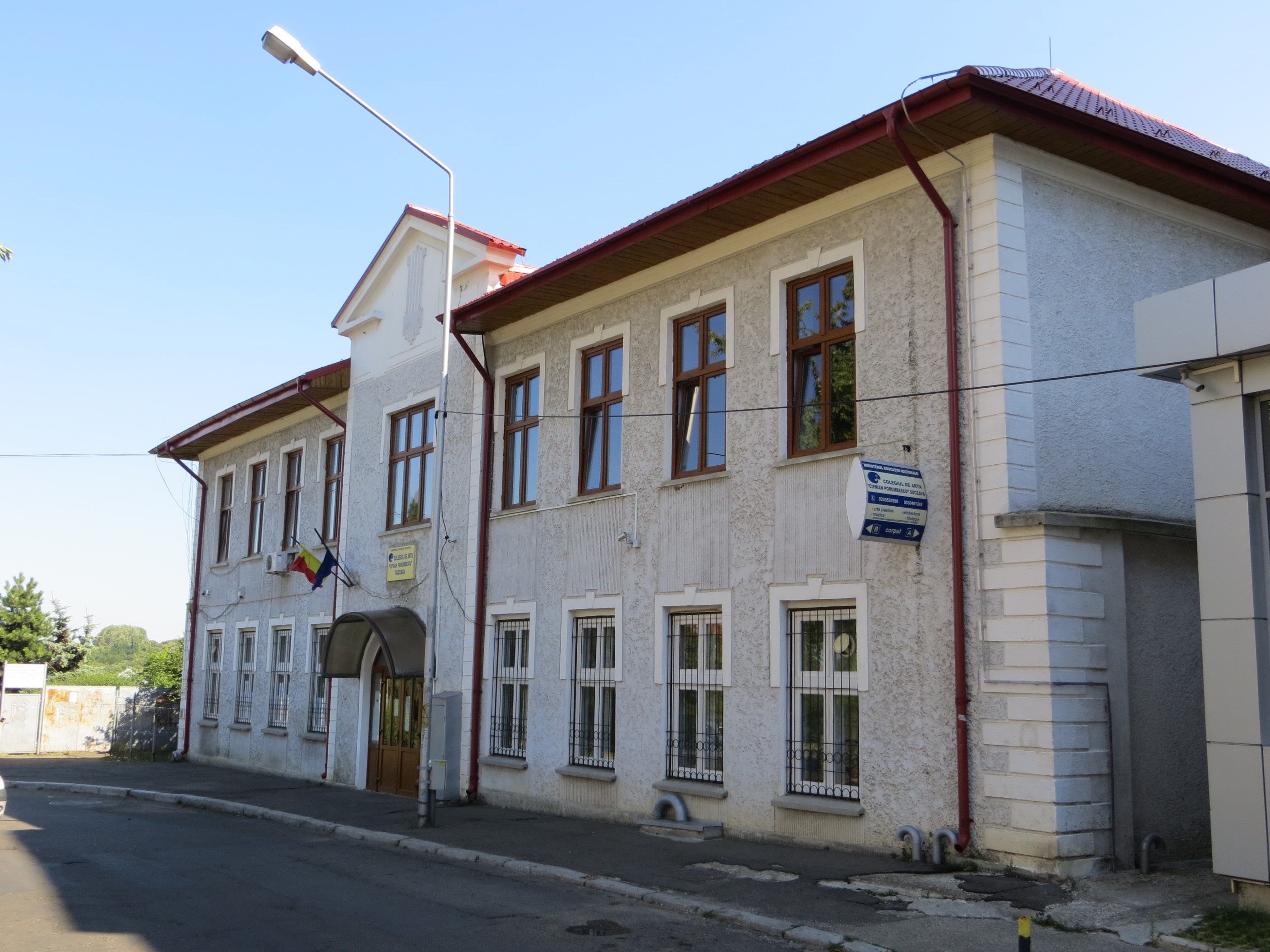
Sediul Primăriei între 1859–1904, astăzi Colegiul de Artă „Ciprian Porumbescu”

Pe parcursul secolelor al XIX-lea și al XX-lea, administrația locală a funcționat în mai multe imobile din centrul orașului Suceava. În martie 1804 autoritatea orășenească din Suceava cumpără de la familia Hatzendorf o casă din cărămidă și piatră, fără etaj, situată lângă Biserica Sfântul Dumitru și ruinele Curții Domnești. După unele adaptări și modificări executate în 1844 sub conducerea inginerului ținutal Ioanelli, clădirea este ocupată de oficiile primăriei. În anexele sale se păstrau materialele pompierilor. De asemenea, imobilul servea ca locuință pentru slujbașii primăriei și, uneori, chiar pentru primar.

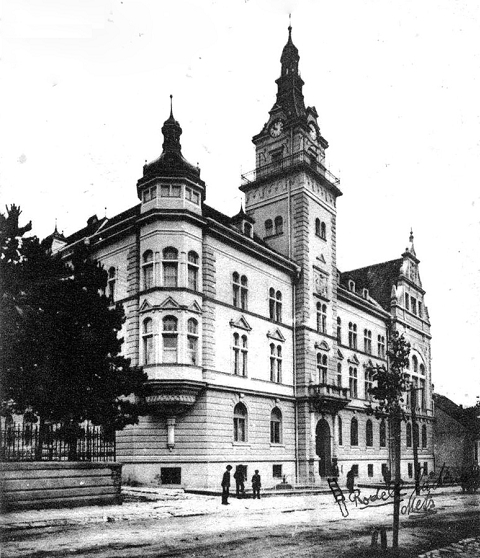
Palatul Administrativ din Suceava, sediul al Primăriei între 1904–1944

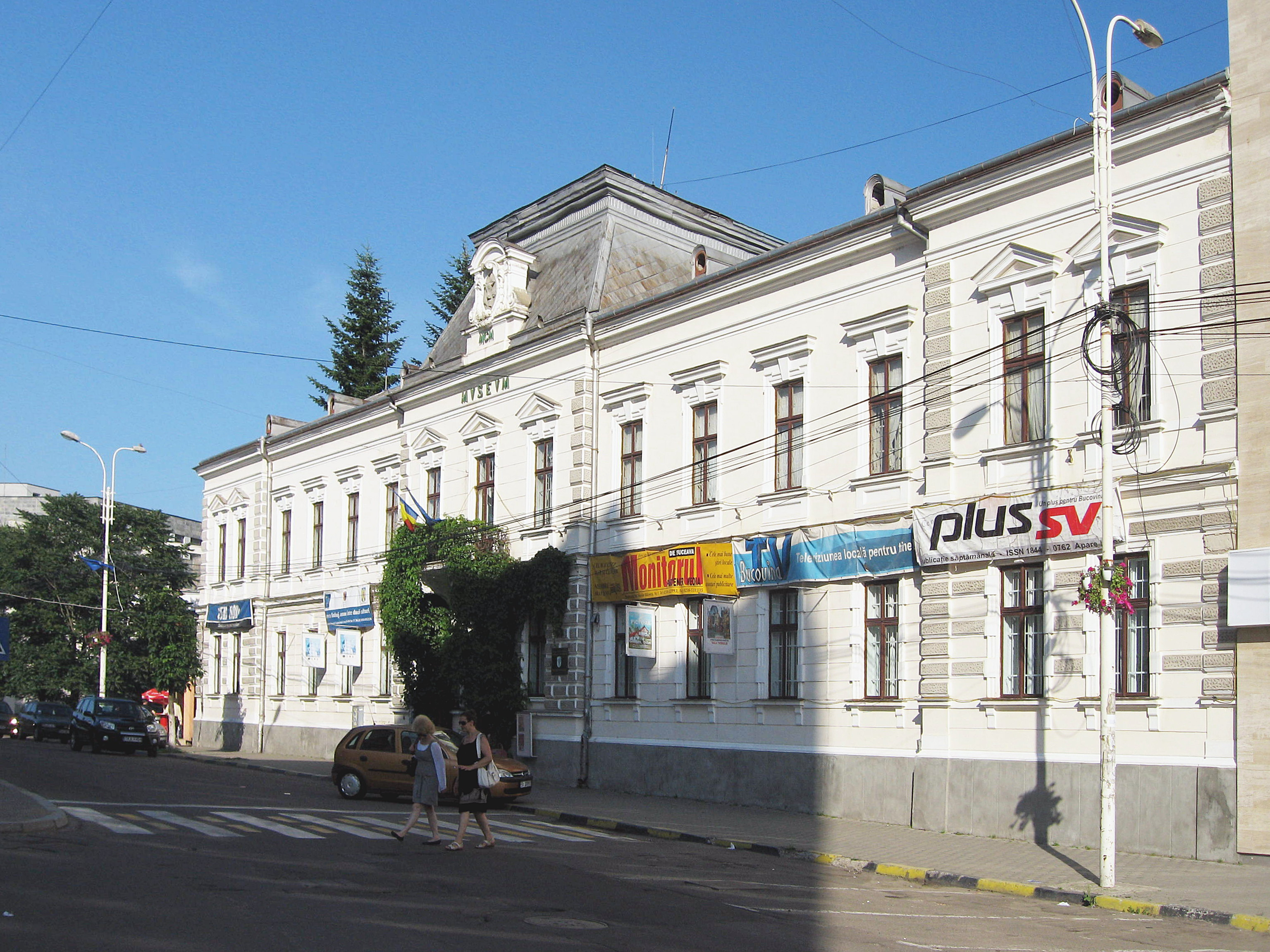
Sediul Primăriei între 1944–1968, astăzi Muzeul Național al Bucovinei și Muzeul de Istorie

În 1859, în scopul adăpostirii noului gimnaziu ce urma să se înființeze la Suceava, clădirea este refăcută după planurile și sub conducerea inginerului Münnich. Între 1860 și 1895 aici vor funcționa atât gimnaziul (actualul Colegiu Național „Ștefan cel Mare”), cât și primăria orașului. După 1895, în paralel cu primăria, în clădire își desfășoară activitatea o școală primară română de fete. În prezent, aici funcționează Colegiul de Artă „Ciprian Porumbescu” din Suceava.
În anul 1904, în timpul mandatului primarului Franz Des Loges, este finalizată construcția Palatului Administrativ, realizat după planurile arhitectului vienez Peter Paul Brang. În același an, în luna decembrie, administrația orășenească își mută sediul în această clădire, situată lângă Biserica romano-catolică Sfântul Ioan Nepomuk. În acest edificiu, pe lângă primărie, erau găzduite poliția orașului, casa de economii și muzeul de istorie, iar în perioada interbelică și Societatea „Ciprian Porumbescu”. De asemenea, edificiul administrativ al orașului era folosit și de pompieri, care au amenajat în turnul central o cameră de observare a incendiilor. În curte se aflau un grajd și remiza de trăsuri a primăriei.

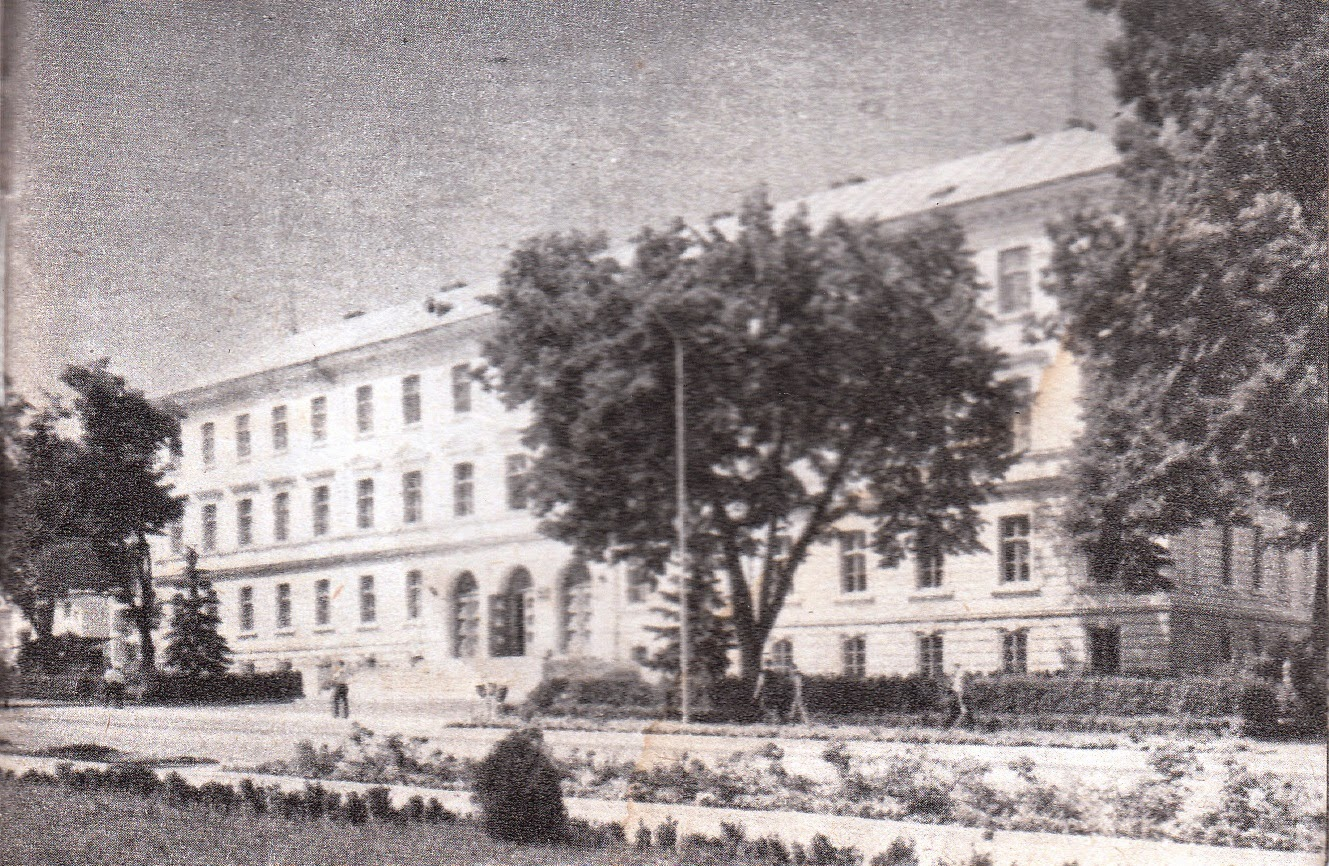
Palatul de Justiție din Suceava, sediu al Primăriei între 1968–2002

După instaurarea regimului comunist în România, în clădirea primăriei sunt instalate Consiliul Popular Județean Suceava, Comitetul Județean Suceava al PCR și Comitetul Județean Suceava al UTC. Prin urmare, în anul 1944, Sfatul popular al orașului Suceava (după cum se numea instituția primăriei la acea vreme) se mută în clădirea prefecturii județului Suceava din perioada interbelică, locul unde astăzi funcționează Muzeul Bucovinei și Muzeul de Istorie.
În anul 1968 Consiliului Popular Municipal Suceava (Primăria) se mută în actualul Palat de Justiție, situat pe strada Ștefan cel Mare, lângă Parcul Trandafirilor. În vederea acestei mutări, în anii '60 sunt executate reamenajări interioare în imobilul ce urma să devină noul sediu al administrației locale. Primăria și Consilul Local funcționează în Palatul de Justiție și după Revoluția din 1989, până în anul 2002, când edificiul revine în totalitate Ministerului Justiției. În prezent aici funcționează Curtea de Apel, Tribunalul și Judecătoria Suceava.

## Consiliul local și primarul
Administrația publică în unitățile administrativ-teritoriale se organizează și funcționează în temeiul principiilor autonomiei locale, a descentralizării serviciilor publice, a eligibilității autorităților administrației publice locale, a legalității și al consultării cetățenilor în soluționarea problemelor locale.
Autoritățile administrației publice locale au dreptul și capacitatea de a soluționa și gestiona, în numele și în intresul colectivităților locale pe care le reprezintă, treburile publice, în condițiile legii. Autonomia locală este numai administrativă și financiară, fiind exercitată pe baza și în limitele prevăzute de lege.
Consiliul local și primarul, ca autorități ale administrației publice locale, au dreptul ca în limitele competențelor lor să coopereze și să se asocieze cu alte autorități ale administrației publice din țară sau din străinătate, în condițiile legii. Conform legii, municipiul Suceava este persoană juridică de drept public, are patrimoniu propriu și capacitate juridică deplină.
- Primar: Ion Lungu, ales în 2004 din partea PNL, reales în 2008 și apoi în 2012 din partea PD-L,[10] reales în 2016 din partea PNL.[11]
- Viceprimari: Lucian Harșovschi (PNL) și Marian Andronache (PMP), ambii aleși în 2016.[12]

- Consiliu Local: consiliul local al Sucevei este format din 23 de consilieri, cu următoarea compoziție bazată pe partid politic, după alegerile locale din 2020:[13]

| Partid | Partid                           | Consilieri | Componența Consiliului | Componența Consiliului | Componența Consiliului | Componența Consiliului | Componența Consiliului | Componența Consiliului | Componența Consiliului | Componența Consiliului | Componența Consiliului |
| ------ | -------------------------------- | ---------- | ---------------------- | ---------------------- | ---------------------- | ---------------------- | ---------------------- | ---------------------- | ---------------------- | ---------------------- | ---------------------- |
|        | Partidul Național Liberal (PNL)  | 9          |                        |                        |                        |                        |                        |                        |                        |                        |                        |
|        | Partidul Social Democrat (PSD)   | 5          |                        |                        |                        |                        |                        |                        |                        |                        |                        |
|        | Partidul Mișcarea Populară (PMP) | 4          |                        |                        |                        |                        |                        |                        |                        |                        |                        |
|        | Uniunea Salvați România (USR)    | 3          |                        |                        |                        |                        |                        |                        |                        |                        |                        |
|        | PRO România (PRO)                | 2          |                        |                        |                        |                        |                        |                        |                        |                        |                        |

## Imagini

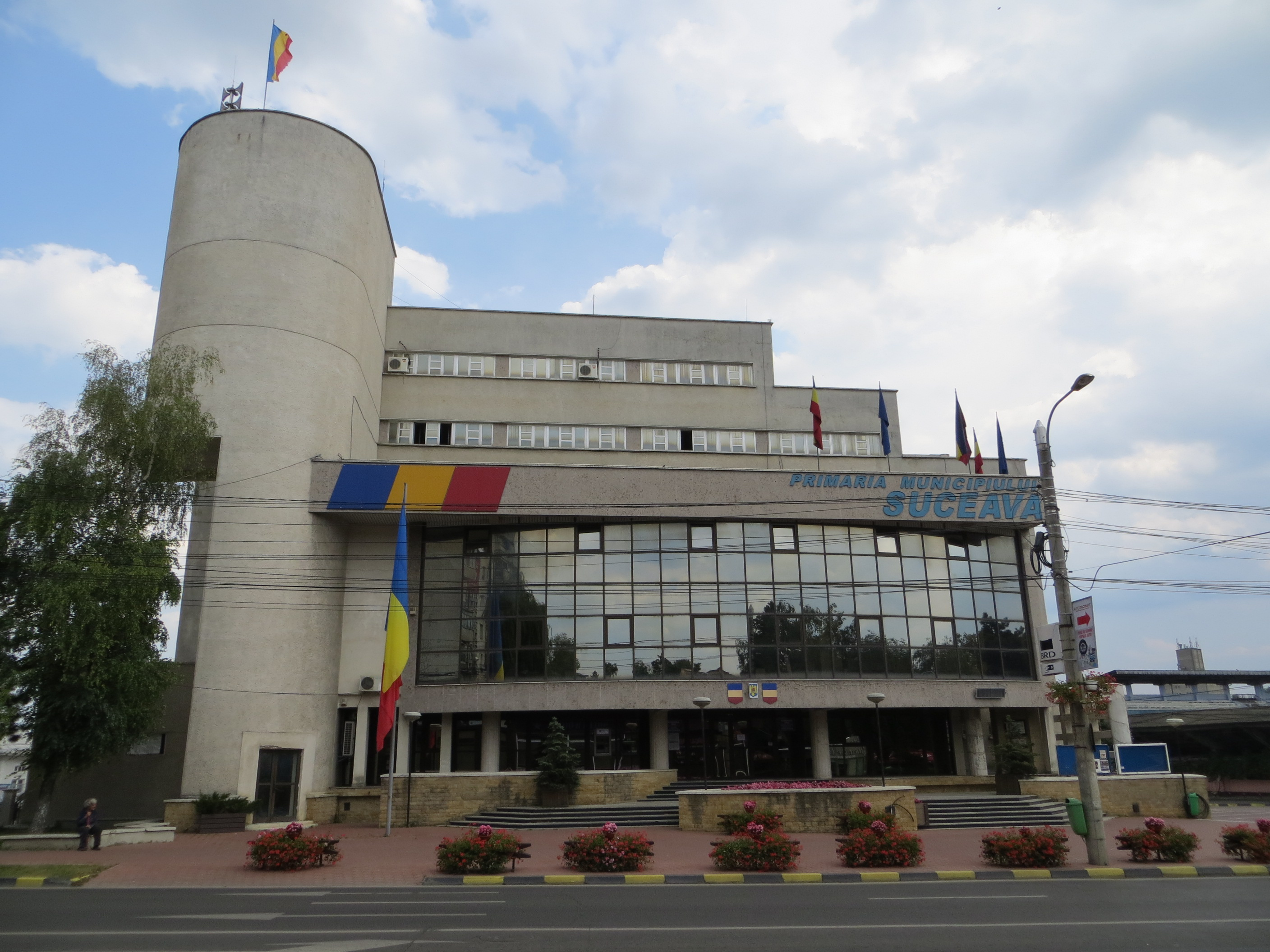
Sediul Primăriei Suceava (2013)
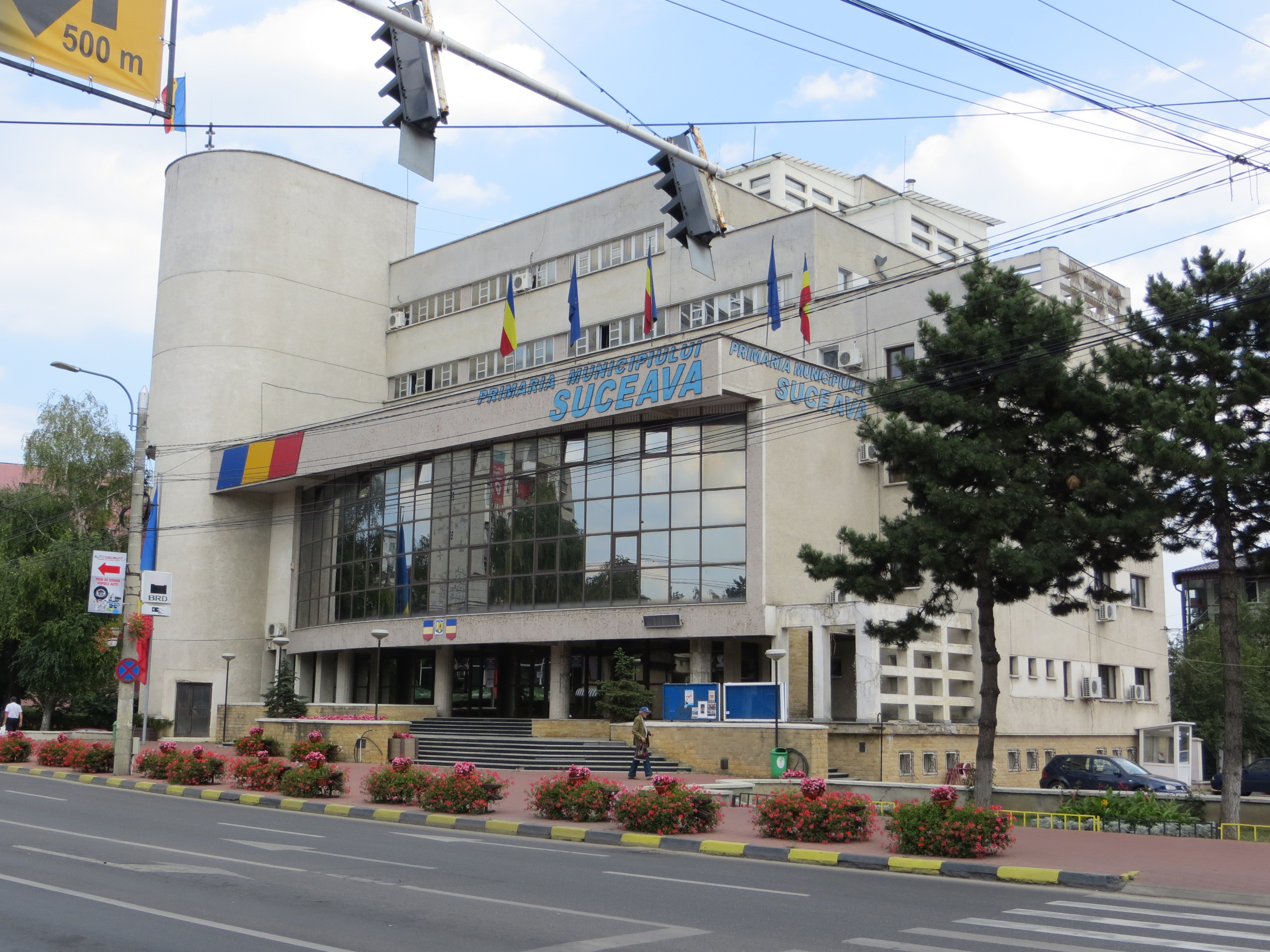
Sediul Primăriei Suceava (2013)
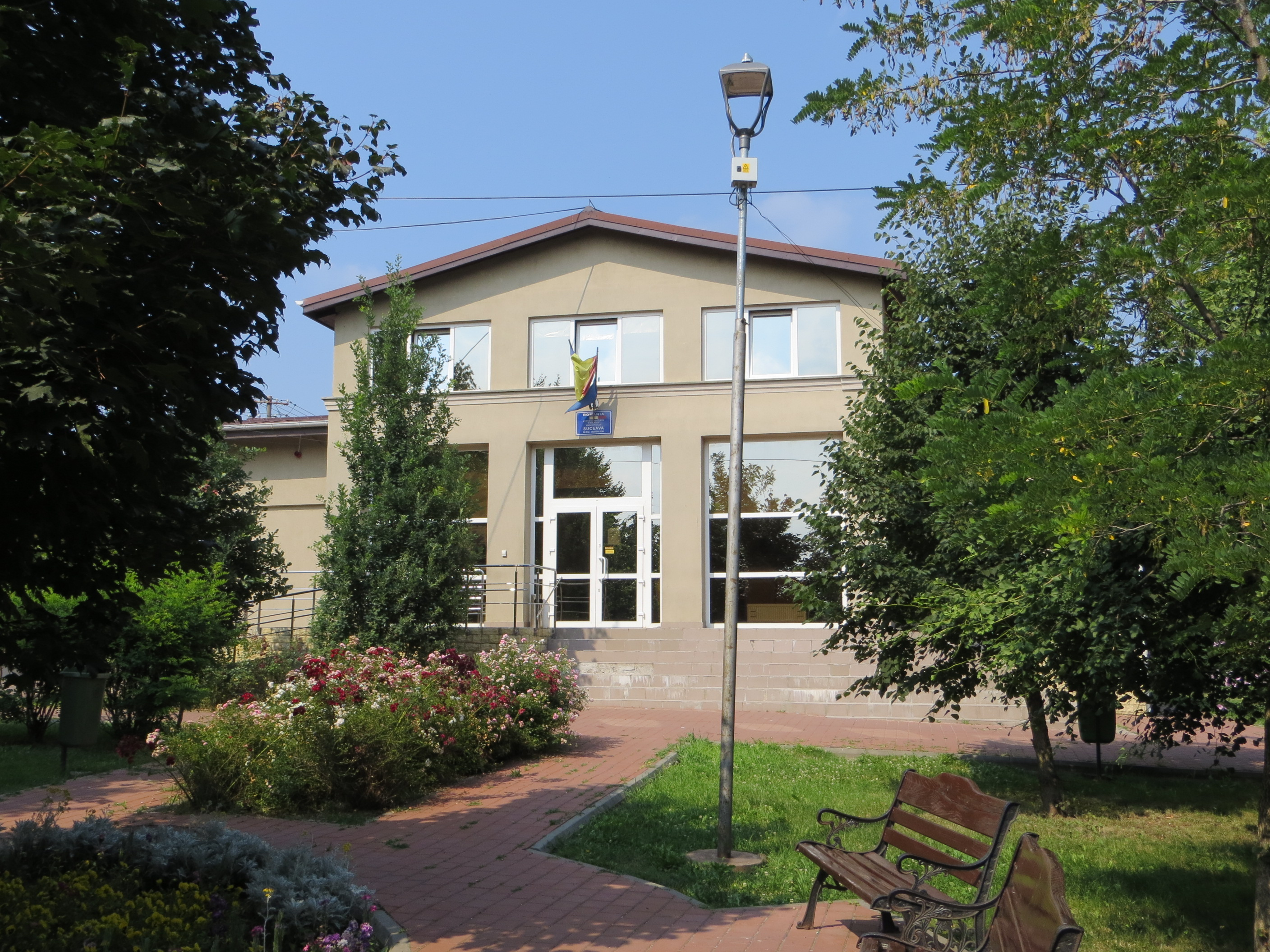
Fostul Cinematograf „Burdujeni”, sediu al Primăriei (2017)
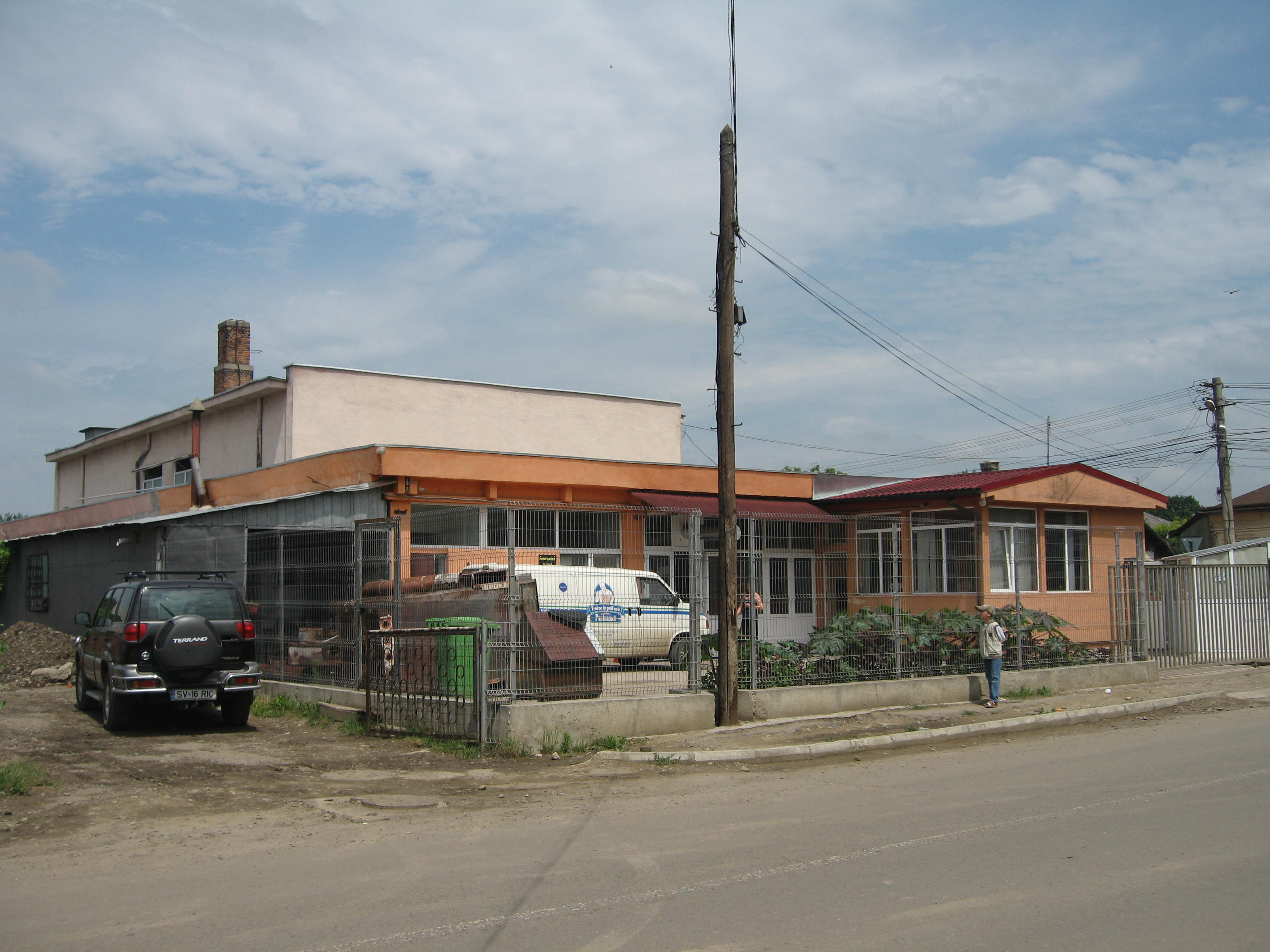
Fostul Cinematograf „Arta” din cartierul Ițcani (2009)